# Super High Roller Bowl VI

Logo des Super High Roller Bowl

Der Super High Roller Bowl VI war die 13. Austragung dieses Pokerturniers und wurde von Poker Central veranstaltet. Die römische Zahl im Titel stand für die sechste Austragung im PokerGO Studio im Aria Resort & Casino in Paradise am Las Vegas Strip. Er wurde vom 27. bis 29. September 2021 ausgespielt und war mit seinem Buy-in von 300.000 US-Dollar das teuerste Pokerturnier des Jahres 2021.

## Struktur

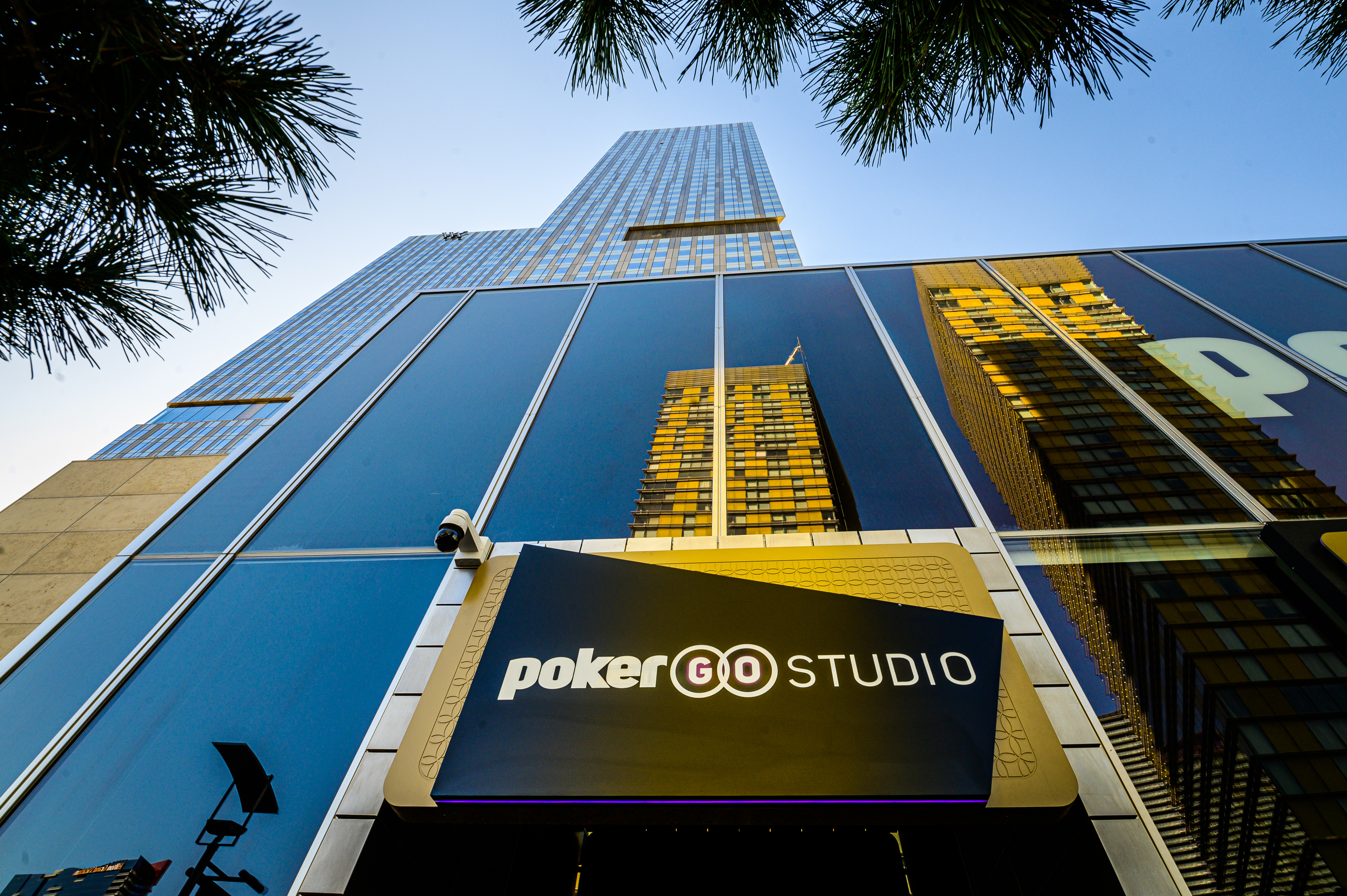
Das PokerGO Studio im Aria Resort & Casino (2019)

Das Turnier in der Variante No Limit Hold’em wurde vom 27. bis 29. September 2021 gespielt. Das Buy-in betrug, wie üblich bei diesem Event, 300.000 US-Dollar. Das Turnier war Teil der PokerGO Tour, zu der auch weitere Turnierserien und eintägige High-Roller-Turniere im Aria Resort & Casino, Wynn Las Vegas, Venetian Resort Hotel, Rio All-Suite Hotel and Casino und Hotel Bellagio am Las Vegas Strip sowie in Los Angeles, Hollywood und im nordzyprischen Kyrenia sowie tschechischen Rozvadov zählten. Die meisten Finaltische dieser Tour, u. a. der des Super High Roller Bowl, wurden auf der Streaming-Plattform PokerGO gezeigt, auf der ein kostenpflichtiges Abonnement nötig ist. Der erfolgreichste Spieler der Tour erhielt eine zusätzliche Prämie von 200.000 US-Dollar.

## Teilnehmer
Die 21 Teilnehmer lauteten:
- Michael Addamo
- Mikita Badsjakouski
- Justin Bonomo
- Chris Brewer
- Stephen Chidwick
- Seth Davies
- David Einhorn
- Alex Foxen
- Almedin Imširović
- Cary Katz
- Bryn Kenney
- Bill Klein
- Jason Koon
- Jonathan Little
- Adrián Mateos
- Daniel Negreanu
- David Peters
- Nick Petrangelo
- Jake Schindler
- Sam Soverel
- Sean Winter

## Ergebnisse

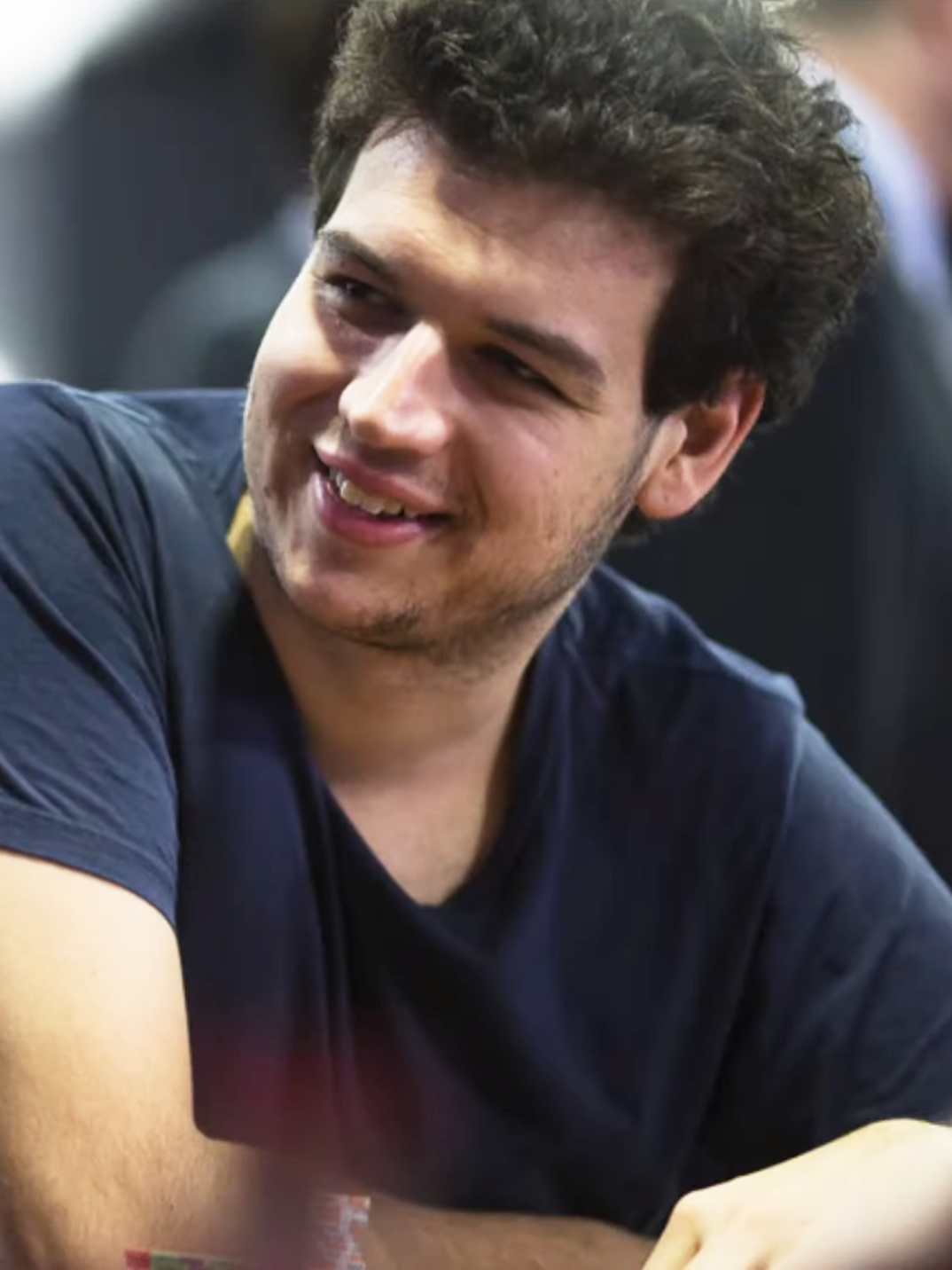
Michael Addamo (2017)

Alle Spieler starteten mit einem Stack von 300.000 Chips. Den ersten Turniertag beendete Alex Foxen mit 913.000 Chips als Chipleader. Am zweiten Turniertag endete die Anmeldephase mit 21 Teilnehmern, die einen Preispool von 6,3 Millionen US-Dollar generierten. Das Spiel endete an diesem Tag nach dem Ausscheiden von Bill Klein mit fünf Spielern, dabei hielt Michael Addamo mit 2,9 Millionen Chips eine komfortable Führung vor Justin Bonomo, Sean Winter, Alex Foxen und dem Shortstack Chris Brewer. Am finalen Tag schied zunächst Foxen aus, ihm folgte rund eine Stunde später Brewer auf dem letzten unbezahlten Platz. Addamo und Bonomo waren fortan fast gleichauf in Chipstacks, Winter konnte sich nicht mehr an die beiden herankämpfen und erhielt für seinen dritten Rang mehr als eine Million US-Dollar. Das finale Heads-Up, das es beim Super High Roller Bowl Online Anfang Juni 2020 schon einmal zwischen den beiden gegeben hatte, begann Addamo dann mit einer kleinen Führung, die er letztlich in den Sieg ummünzen konnte: Auf einem Board von 4♦ 3♦ 2♥ Q♦ 10♣ stellte er all seine Chips in die Tischmitte und erhielt nach einiger Bedenkzeit den Call von Bonomo. Der Australier zeigte 7♦ 2♦ für einen Flush und schlug damit die zwei Paare des Amerikaners. Addamo, der knapp zwei Wochen zuvor schon zwei Turniere und das Purple Jacket™ der Poker Masters gewonnen hatte, sicherte sich das bislang höchste Preisgeld seiner Karriere von rund 3,4 Millionen US-Dollar und ist seitdem der nach kumulierten Turnierpreisgeldern erfolgreichste australische Pokerspieler.
| Platz | Herkunft           | Spieler        | Preisgeld (in $) |
| ----- | ------------------ | -------------- | ---------------- |
| 1     | Australien         | Michael Addamo | 3.402.000        |
| 2     | Vereinigte Staaten | Justin Bonomo  | 1.890.000        |
| 3     | Vereinigte Staaten | Sean Winter    | 1.008.000        |